# Czarny Kocioł Jagniątkowski
Czarny Kocioł Jagniątkowski [čarny kočjol jagňontkovski] je ledovcový kotel v horní části doliny Wrzosówka [vžosuvka]. Ledovcový kotel se nachází v Krkonoších na polské straně hranice pod Mužskými kameny asi 3 km západně od hraničního přechodu Špindlerova bouda.
Ledovcový kotel je asi 200 m hluboký ohraničený skalními stěnami o výšce až 100 m. Dno ledovcového kotle leží v nadmořské výšce 1100 m při horní hranici lesa. V kotli roste zajímavé rostlinstvo.
Ledovcový kotel je přístupný po polské zelené turistické značce vedoucí od oficiálního hraničního přechodu u Špindlerovy boudy po Ścieżce nad Reglami nebo neoficiálním přechodem státní hranice po polské černé turistické značce z rozcestí pod Mužskými kameny.
V blízkosti se nacházejí zajímavé skalní útvary – Paciorki, Mužské kameny, Dívčí kameny a Sněžné jámy.